# Alexander Warenberg
Alexander Warenberg (Voorburg, 1998) is een Nederlands cellist.

## Jeugd en opleiding
Warenberg komt uit een muzikaal gezin. Sinds zijn vijfde speelt hij cello; hij kreeg zijn eerste lessen van een oom. Van zijn achtste tot zijn achttiende jaar kreeg hij les van Monique Bartels aan het Conservatorium van Amsterdam. Van 2016 tot 2019 studeerde hij aan de Barenboim-Said Akademie in Berlijn bij Frans Helmerson. In 2019 begon hij een studie aan de Kronberg Academy in Kronberg im Taunus.
Warenberg bespeelt een violoncello gebouwd door Alessandro D’Espine (Turijn 1832), die eerder werd bespeeld door Paul Tortelier. Hij treedt geregeld op samen met zijn neef, de pianist Nikola Meeuwsen.

## Prijzen
- 2011 - eerste prijs nationaal concours van de Stichting Jong Muziektalent Nederland[6]
- 2016 - eerste prijs en publieksprijs op de Cello Biënnale in Amsterdam[7]
- 2016 -  Prinses Christina Concours[8]
- 2021 - GrachtenfestivalPrijs[9]

Hij won verder eerste prijzen bij het internationale celloconcours Antonio Janigro in Kroatië en het Britten cello concours in Zwolle.